# Oporovec
Oporovec – wieś w Chorwacji, w żupanii medzimurskiej, w mieście Prelog. W 2011 roku liczyła 425 mieszkańców.